# SuperBob
Pour plus de détails, voir Fiche technique et Distribution.
SuperBob est un film britannique réalisé par Jon Drever, sorti en 2015.

## Synopsis
Robert Kenner est en quête d'amour mais doit composer avec sa vie de super-héros.

## Fiche technique
- Titre : SuperBob
- Réalisation : Jon Drever
- Scénario : William Bridges, Jon Drever et Brett Goldstein
- Musique : Rupert Christie
- Photographie : Mattias Nyberg
- Montage : Katie Bryer
- Production : Jon Drever, Wayne Marc Godfrey et Robert Jones
- Société de production : Grain Media, Jonescompany Productions, The Fyzz Facility Film Five, Dragon Root Securities et Goldcrest Films International
- Pays :  Royaume-Uni
- Genre : Action, comédie romantique et science-fiction
- Durée : 82 minutes
- Dates de sortie : 
  -  Royaume-Uni : 16 octobre 2015

## Distribution
- Brett Goldstein : Bob
- Catherine Tate : Theresa
- Natalia Tena : Dorris
- Laura Haddock : June
- Ruth Sheen : Pat
- Czeslaw Balon : George Porodumuo
- Jason Barnett : le colonel
- Camilla Beeput : Lisa

## Tournage
Le film a été tourné en 19 jours.